# Німецька національна народна партія
Німецька національна народна партія (нім. Deutschnationale Volkspartei, DNVP) — націоналістична консервативна партія в Німеччині за часів Веймарської республіки.
Партія була створена у 1918 році шляхом злиття Німецької консервативної партії, Вільної консервативної партії і частини Націонал-ліберальної партії, що діяли у Німецькій імперії. Ставлячись вороже по відношенню до республіканської Веймарської конституції, DNVP провела більшу частину міжвоєнного періоду в опозиції. Користуючись підтримкою землевласників і багатих промисловців, вона дотримувалася монархічної платформи і рішуче виступала проти Версальського договору.
Вкрай націоналістична і реакційна партія спочатку стояла за відновлення монархії німецька, пізніше підтримувала створення авторитарної держави. До її союзу з нацистами, партія розраховувала на підтримку національної ліберальної Німецької народної партії.
У 1928 році, після невдачі на виборах (частка партії голосів падає із 21% в 1924 році до 14%), Альфред Гугенберг, лідер крила жорсткої лінії партії, став головою. Гугенберг відмовився від монархічного курсу своїх попередніх на користь жорсткішого націоналізму і неохоче співпрацював із Націонал-соціалістичною німецькою робітничою партією (НСДАП), відомішою як нацистською партією. У 1929 році це призвело до виходу з партії колишнього голови графа Куно фон Вестарпа та інших членів і формування ними більш помірної Консервативної народної партії. DNVP швидко втрачала популярність тому, що багато робітників і селян стали підтримувати більш популістську і менш аристократичну НСДАП, в результаті чого партію в основному підтримував верхній середній клас і верхній клас.
У 1931 році DNVP, НСДАП і воєнізована організація «Сталевий шолом» сформували непростий союз, відомий як Гарцбурзький фронт. DNVP сподівався контролювати НСДАП через цю коаліцію і приборкати екстремізму нацистів, але пакт лише зміцнював НСДАП даючи їй доступ до фінансування і політичної респектабельності.
У наступному році, DNVP стала єдиною значною партією, що підтримувала Франца фон Папена у його короткому перебування на посаді канцлера. 
1933 року утворила Чорно-біло-червоний фронт в союзі зі Сталевим шоломом для участі у вибори до Рейхстагу 5 березня 1933 року, на яких набрала лише 8% голосів виборців. Отримавши поганий результат на виборах, партія опинилася як молодший партнер НСДАП по коаліції в так званому Уряді національної концентрації  Адольфа Гітлера, підтримала закон, що наділив уряду Гітлера законодавчими повноваженнями. Незабаром після цього, члени DNVP були змушені вступипи в НСДАП або відійти з політичного життя в цілому. Партія саморозпустилася в 1933 році.
DNVP був на короткий час відродив у 1962 році, але нова DVNP незабаром влилася у Національно-демократичну партію Німеччини (NPD).

## Голови
- 1918-1924 Оскар Гергт (1869-1967)
- 1924-1928 Куно Граф фон Вестарп (1864-1945)
- 1928-1933 Альфред Гугенберг (1865-1951)

## Нотатки
1. ↑  У 1920-х, коли вона брала участь у правоцентристських коаліційних урядах, DNVP вважалася основною правою партією. До 1930-х партія повернулася до багатьох своїх більш реакційних поглядів ранніх років і рухалася праворуч, і, таким чином, також класифікується як ультраправа[1][2].
2. ↑  Офіційно називається «Імперський комітет німецької народної ініціативи проти плану Юнга та брехні про вину у війні». (Reichsausschuß für die Deutsche Volksinitiative gegen den Young-Plan und die Kriegsschuldlüge).[5]